# Marino Rahmberg
Marino Lars Richard Rahmberg (Örebro, 7 agosto 1974) è un ex calciatore svedese, di ruolo attaccante.

## Carriera

### Club
Rahmberg cominciò la carriera con la maglia del Forward, per poi passare ai danesi del Lyngby. Tornò poi in patria, per militare nel Degerfors, che lo cedette successivamente in prestito agli inglesi del Derby County: debuttò nella Premier League il 22 febbraio 1997, sostituendo Christian Dailly nella sconfitta per 4-2 contro il Leicester City. Dopo un'esperienza all'AIK, fu ingaggiato dai norvegesi del Raufoss.
Tornò poi in patria, nel Göteborg, nel 2002. Rimase in squadra fino al 2004, per poi ritirarsi. Nel 2007 tornò a giocare nel Mellringe Eker.

### Nazionale
Rahmberg conta 4 presenze nella Svezia.

## Palmarès

### Individuale
- Capocannoniere della 1. divisjon: 1

2001 (18 reti)